# Жан-Батіст Віллель
Жан-Батіст-Гійом-Жозеф-Марі-Анн-Серафен, граф де Віллель (фр. Jean-Baptiste Guillaume Joseph Marie Anne Séraphin, comte de Villèle; 14 квітня 1773, Тулуза — 13 березня 1854, там само) — французький державний діяч епохи Реставрації, прем'єр-міністр у 1821–1828 роках.

## Біографія
У юнацькому віці Жан-Батіст Віллель вирушив зі своїм родичем Сан-Феліксом до Вест-Індії, де і прожив кілька років.
Потім потрапив на острів Реюньйон, де вступив на службу до багатого плантатора і одружився з його дочкою. Він мав великий вплив і у внутрішніх справах острова, і при захисті його від Англії та проти Конвенту.
У 1803 році він повернувся до Франції і оселився в Тулузі, де і жив приватною людиною під час Імперії в силу своїх симпатій до Бурбонів. Реставрація відкрила йому політичні терени, і він кинувся на них з ентузіазмом, мріючи про відновлення абсолютизму у тому вигляді, в якому він існував у Франції до революції.
Коли Людовік XVIII обіцяв дати країні конституцію, Віллель надрукував брошуру, різко доводячи необхідність відновлення абсолютної монархії. Це дало монархістам перший випадок помітити і оцінити його, а коли він довів свою відданість Бурбонам і під час Ста днів, його не забарилися нагородити: при вторинній реставрації Бурбонів Жан-Батіст Віллель отримав посаду тулузького мера і слідом за тим був обраний депутатом у горезвісну реакційну палату 1815 року. Парламентська діяльність, що розпочалася з цієї пори для Віллеля, вплинула на його погляди. Володіючи незвичайним красномовством і здатністю до справ, він зумів досягти видного становища в лавах ультрароялістської партії, і вже це налаштувало його більш примирливо по відношенню до конституціоналізму. Не відступаючи від своїх симпатій до сильної влади, він почав тепер прагнути не до повалення конституціоналізму, а до підпорядкування його своїм поглядам, і незабаром набув значення одного з ватажків тієї групи роялістів, яка зайняла вороже становище до помірно-ліберального кабінету  Е. Деказа.
Коли після вбивства герцога Беррійського (13 лютого 1820) ця група отримала перевагу, Віллель вважався вже виразником думок більшості палати. Тим не менш, король, що підозріло дивився на ультрароялістів, після падіння кабінету Деказа доручив складання нового кабінету не Віллелю, а герцогу Рішельє. За цього уряду Віллель як головний оратор ультрароялістів багато сприяв проведенню нового виборчого закону, в силу якого великі землевласники, тобто переважно дворянство, отримували значну перевагу у справі обрання депутатів над іншими громадськими станами. Коли після додаткових виборів у палату в жовтні 1820, що відбувалися відповідно до цього закону, ультрароялісти ще більше посилилися, а ліберали ослабли, Рішельє побачив себе змушеним у грудні того ж року прийняти Віллеля і двох його однодумців, Корб'єра і Лене, до складу свого уряду як міністрів без портфелів. Незважаючи на цю поступку, крайні роялісти дивилися на уряд Рішельє лише як на перехідну комбінацію і не забарилися проявити свою ворожість по відношенню до нього, коли нові вибори в 1821 році на 88 обраних депутатів дали 60 прихильників крайньої правої. Віллель, Корб'єр і Лене вийшли з кабінету ще до початку сесії 1822, а потім кабінет впав.
Новий уряд було складено вже виключно із членів ультрароялістської партії; у ньому Віллель отримав портфель міністра фінансів. Поступаючись антипатії короля і аристократичним смакам своєї партії, Віллель надав на перший час головування в кабінеті  Монморансі і активно взявся за впорядкування фінансів. Зайнявшись цією справою, він виявив себе супротивником війни з Іспанією, якої вимагали ультрароялісти для придушення іспанської конституції. Він не наважився, однак, пожертвувати своїм становищем і, поступаючись панівній думці, зазіхнув на волю іспанського народу. Французькі війська відновили деспотизм Фердинанда VII, але цей похід засмутив тих, яких турбували  фінанси Франції. Тим часом Жан-Батіст Віллель, ставши президентом ради міністрів, задумав зміцнити своє становище продовженням п'ятирічного терміну, на який обиралася палата, до семи років. З цією метою наприкінці 1823 року палата була розпущена і скликана нова, в березні 1824, причому на виборах уряд пустив у хід всі засоби, що були в його руках, вдаючись до обману і насильства.
Результати були напрочуд сприятливі для нього: у новій палаті лібералів було лише 18 осіб, найкращі роялісти також були послаблені і налічували не більше 110 голосів, а величезна більшість у 300 осіб безумовно йшла за урядом. Це безсилля опозиції швидше зашкодило Віллелю, оскільки панівна партія, яка не стримується противниками ззовні, розпалася на ворожі один одному групи. Запропонований урядом проект державного боргу, пройшовши в палаті депутатів, був відкинутий перами за енергійного сприяння Шатобріана. Віллель, однак, і після цієї поразки не думав поступатися і покарав Шатобріана, відібравши у нього міністерський портфель.
Зі смертю Людовіка XVIII (17 вересня 1824) і сходженням на престол натхненника крайніх роялістів, графа д'Артуа, під ім'ям Карла X, ця партія набула ще більшого значення, а становище уряду стало ще більш важким, тому що воно позбавлене було тепер і підтримки короля в тих випадках, коли намагалося протестувати проти непомірних вимог украй правих. Жан-Батист Віллель тому йшов все далі і далі слизьким шляхом реакції, піддаючись, згідно з поглядами Карла X, навіть впливу духовенства. Уряд пропонував один за одним закони, що загрожували важкими покараннями за святотатство, що призначали винагороду емігрантам за конфісковані у них маєтки, що утискали пресу і т. д. Але, не знаходячи собі протидії в палаті депутатів, Віллель зустрів його в палаті перів, що відкинула закони про майорати і про строгу цензуру для преси.
У суспільстві, що запідозрило короля і міністрів у прагненні абсолютизму, невдоволення тим часом все зростало і виявилося в цілій низці демонстрацій, з яких найбільшою була демонстрація національної гвардії на королівському огляді 29 квітня 1827, коли гвардійці вітали Карла X виватами на честь хартії, а повертаючись з огляду, кричали: «Геть уряд!». За розпорядженням ради міністрів, затвердженому королем, національна гвардія була розпущена; потім Віллель задумав зламати опір верхньої палати, призначивши до неї відразу 76 нових перів. Але оскільки цей захід послаблював урядову більшість у палаті депутатів, з якого взято були нові пери, то останній був розпущений і призначені нові вибори.
Нова палата була рішуче ворожа уряду Віллеля; ніякі приватні поступки і пожертвування окремими особами було неможливо врятувати його, й у останніх числах грудня 1827 Жан-Батист Віллель зі своїми товаришами, не зустрічаючи підтримки і з боку короля, подав у відставку. Його уряд, названий «плачевним урядом», поступився своїм місцем кабінету Мартіньяка. Сам Віллель був переведений в палату перів з титулом графа і засідав у ній до Липневої революції; після неї він поїхав у Тулузу, де й жив приватною людиною до самої смерті, що настала 13 березня 1854. Наприкінці XIX століття  мемуари Жана-Батиста Віллеля було видано.